# Université en Australie
L'Australie compte 39 universités réparties dans ses différents États.

## Territoire de la capitale australienne
- Université de Nouvelle-Galles-du-Sud
- Université nationale australienne
- Université de Canberra

## Nouvelle-Galles du Sud
- Université Charles Sturt
- Université Macquarie
- Université de Newcastle
- Université de Nouvelle-Angleterre

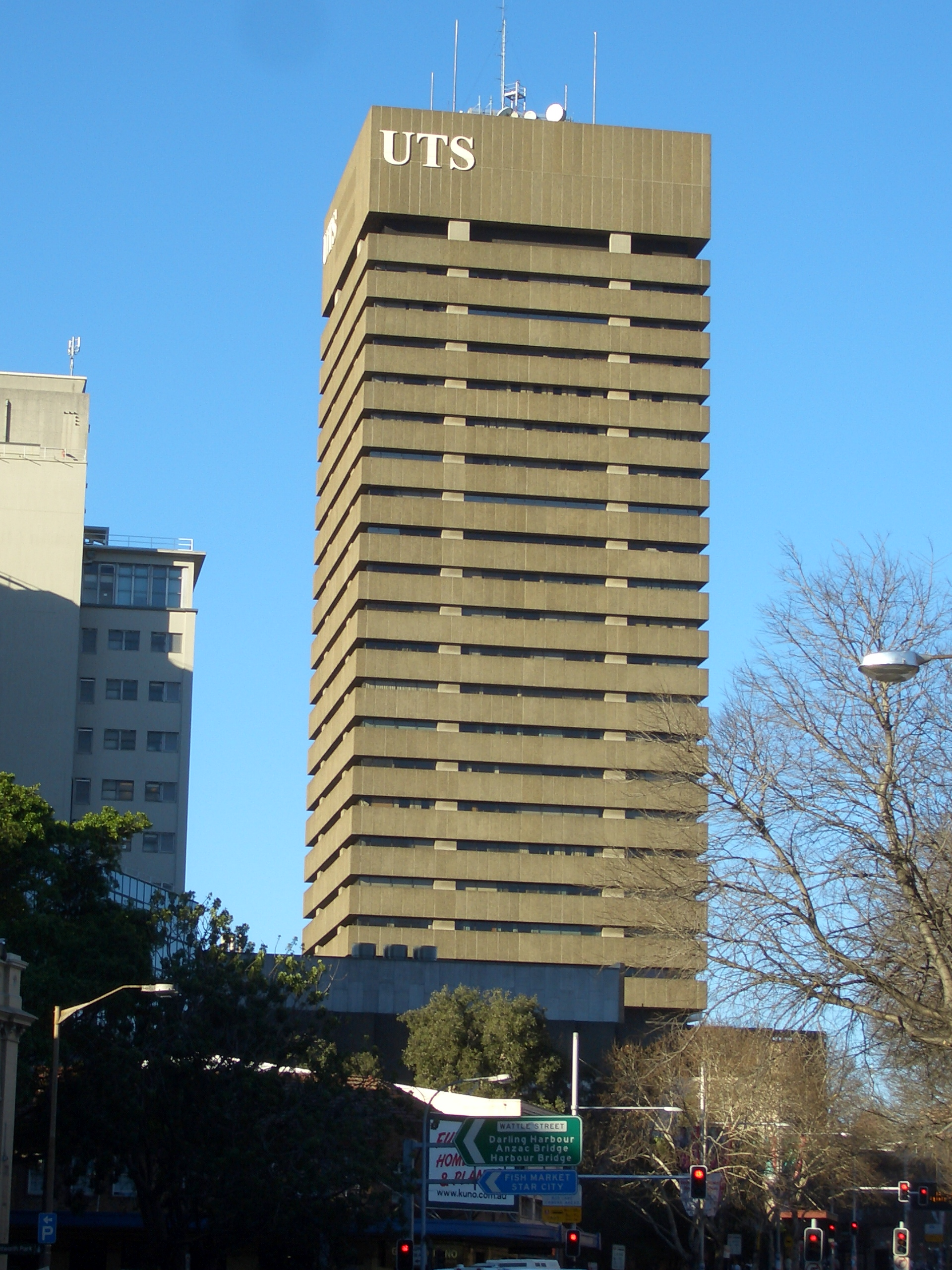
Tour de l'Université technologique de Sydney

- Université de Nouvelle-Galles-du-Sud
- Université Southern-Cross
- Université de Sydney
- Université occidentale de Sydney
- Université technologique de Sydney
- Université de Wollongong

## Territoire du Nord
- Université Charles Darwin

## Queensland
- Université Bond
- Université centrale du Queensland
- Université James-Cook
- Université technologique de Griffith
- Université du Queensland
- Université Technologique du Queensland
- Université du Queensland Méridional
- Université de la Sunshine Coast

## Australie-Méridionale

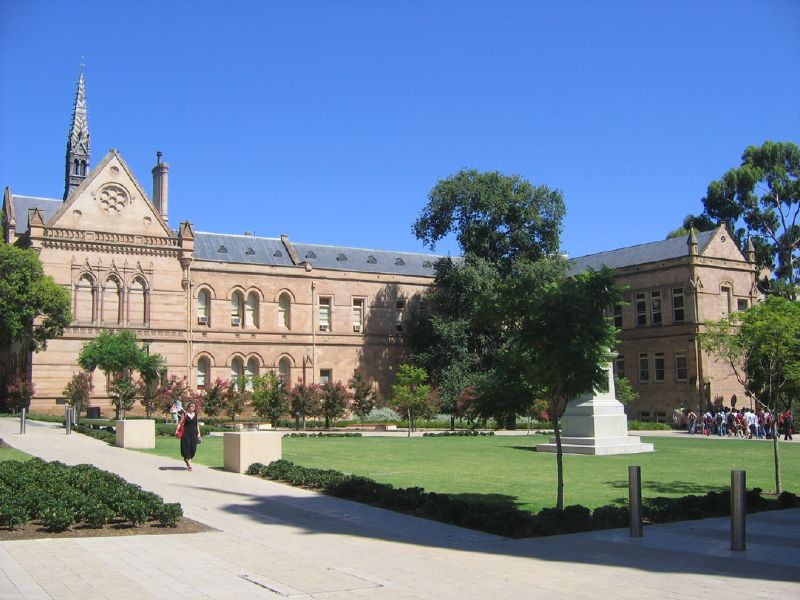
Université d'Adélaïde

- Université d'Adélaïde
- Université Flinders
- Université d'Australie-Méridionale

## Tasmanie
- Université de Tasmanie

## Victoria

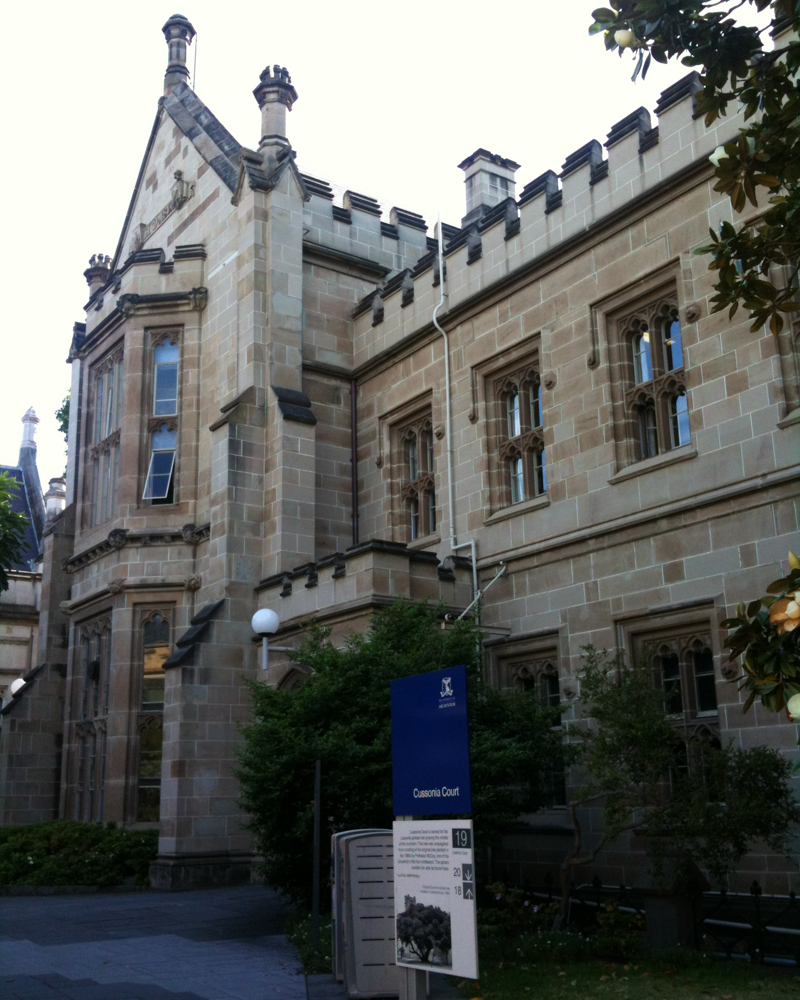
Université de Melbourne

- Université Fédération Australie
- Université Deakin
- Université de La Trobe
- Université de Melbourne
- Université Monash
- Institut royal de technologie de Melbourne
- Université technologique de Swinburne
- Université de Victoria

## Australie-Occidentale
- Université technologique de Curtin
- Université Edith Cowan
- Université Murdoch
- Université d'Australie-Occidentale

## Universités religieuses
- ACU National
- Université de Notre Dame d'Australie